# Archettes
Archettes là một xã, nằm ở tỉnh Vosges trong vùng Grand Est của Pháp. Xã này có diện tích 13,93 kilômét vuông, dân số năm 1999 là 1026 người. Xã này nằm ở khu vực có độ cao trung bình 351 m trên mực nước biển.
Dân địa phương tiếng Pháp gọi là Archettois.

## Biến động dân số
| 1655                                         | 1698 | 1710 | 1792 | 1793 | an XII |
| -------------------------------------------- | ---- | ---- | ---- | ---- | ------ |
| 6                                            | 121  | 13   | 482  | 596  | 610    |
| 1832                                         | 1840 | 1860 | 1894 | 1914 | 1928   |
| 677                                          | 650  | 553  | 462  | 853  | 879    |
| 1962                                         | 1968 | 1975 | 1982 | 1990 | 1999   |
| 883                                          | 949  | 1015 | 1072 | 1038 | 1026   |
| Số liệu từ năm 1962: Dân số không tính trùng |      |      |      |      |        |